# Maison Au Vieil Aubel
La maison Au Vieil Aubel est un immeuble ancien à colombages situé dans le centre historique de la commune d'Aubel, au nord de la province de Liège en Belgique.

## Localisation
Cette maison se trouve au centre d'Aubel, au coin de la place Antoine Ernst. Cette place compte trois immeubles classés aux nos 9 (maison Moreau), 16 (ancien hôtel du Nord) et 29 (maison À l'Empereur). La maison est située à l'angle des rues de Gorhez et de Battice où l'entrée est répertoriée au no 2.

## Historique
L'immeuble compte parmi les plus anciennes constructions civiles d'Aubel. Le linteau en pierre calcaire de la porte d'entrée de la rue de Gorhez est frappé d'un écu gravé du monogramme du Christ IHS et d'un cœur, au-dessus de la date 1700. Cette année représente soit celle de la construction, soit celle d'une rénovation.

## Description
Cet immeuble d'angle présente une façade et un pignon.
La façade la rue de Gorhez se compose d'un soubassement en pierre calcaire et grès percé d'une porte d'entrée avec de massifs pieds-droits et linteau en pierre calcaire (voir Historique). La partie principale est bâtie en brique et pans de bois horizontaux et verticaux. Les trois baies vitrées dont une vitrine au rez-de-chaussée résultent d'aménagements réalisés au cours du XXe siècle.
La pignon de la rue de Battice possède un soubassement plus haut (la totalité du rez-de-chaussée) réalisé aussi en pierre calcaire et grès et une porte d'entrée avec encadrements en bois accessible au-dessus de trois marches en pierre calcaire. La partie haute en brique comprend de nombreux colombages horizontaux, verticaux et obliques. Ce pignon est percé de baies à meneau (rez-de-chaussée) et à traverse (second étage) avec vitraux.
L'immeuble ne fait pas l'objet d'un classement mais est repris à l'inventaire du patrimoine immobilier culturel de la Wallonie.